# Assorlema (Ort)
Assorlema (Assorlema) ist ein osttimoresischer Ort im Suco Metagou (Verwaltungsamt Bazartete, Gemeinde Liquiçá). Er liegt auf einer Meereshöhe von 1209 m, auf einem Bergrücken, der von Süden nach Osten und Norden die Aldeia Assorlema umschließt. Die Hauptstraße, an der sich die Häuser aneinanderreihen, folgt dem obersten Punkt des Bergrückens. Zum einen führt die Straße in den Norden der Aldeia, zum anderen nach Westen in den Suco Darulete. Am Ostende des Dorfes Assorlema zweigt eine Straße nach Leorema ab.